# Teràpia cel·lular
La teràpia cel·lular consisteix en el subsministrament de cèl·lules en un teixit biològic per tractar una malaltia, particularment i sobretot, una d'hereditària. També hi ha estudis per a tractament de malalties adquirides i fins i tot de càncer.
Es pot considerar que hi ha dos grans tipus de teràpies cel·lulars:
- Ús de cèl·lules mare que puguin substituir les mateixes cèl·lules d'un teixit o òrgan.
  - Exemple: cèl·lules hematopoiètiques pluripotencials que substitueixin el moll de l'os.
- Ús de cèl·lules sanes que puguin produir una substància necessitada per l'organisme.
  - Exemple: xenotransplantament de cèl·lules del porc en el múscul que produeixin de manera regulada la insulina humana necessitada.

En el cas de fer servir altres cèl·lules que les mare es pot fer necessària l'enginyeria genètica per a fer teràpia gènica ex vivo. En el cas de xenotransplantaments és ineludible que es facin servir animals transgènics.